# دين فريدريكس
دين فريدريكس (بالإنجليزية: Dean Fredericks)‏ هو ممثل أمريكي، ولد في 21 يناير 1924 في لوس أنجلوس في الولايات المتحدة، وتوفي بنفس المكان في 30 يونيو 1999 بسبب سرطان. من الجوائز التي نالها وسام القلب الأرجواني.

## جوائز
- وسام القلب الأرجواني

## وصلات خارجية
- دين فريدريكس على موقع IMDb (الإنجليزية)
- دين فريدريكس على موقع قاعدة بيانات الفيلم (الإنجليزية)